# Pete Hamilton
Pour les articles homonymes, voir Hamilton.
Statistiques en NASCAR Cup Series
Dernière mise à jour : 22 mars 2017 
Peter Hamilton, dit Pete Hamilton, est un pilote américain de NASCAR, né le 20 juillet 1942 à Newton (Massachusetts) et mort le 22 mars 2017.

## Carrière
Pete Hamilton commence sa carrière en 1968 et remporte en cinq saisons quatre courses dont le Daytona 500 en 1970. La meilleure performance d'Hamilton dans le championnat de première division NASCAR Grand National est une 21e place la même année. 

## Liens externes

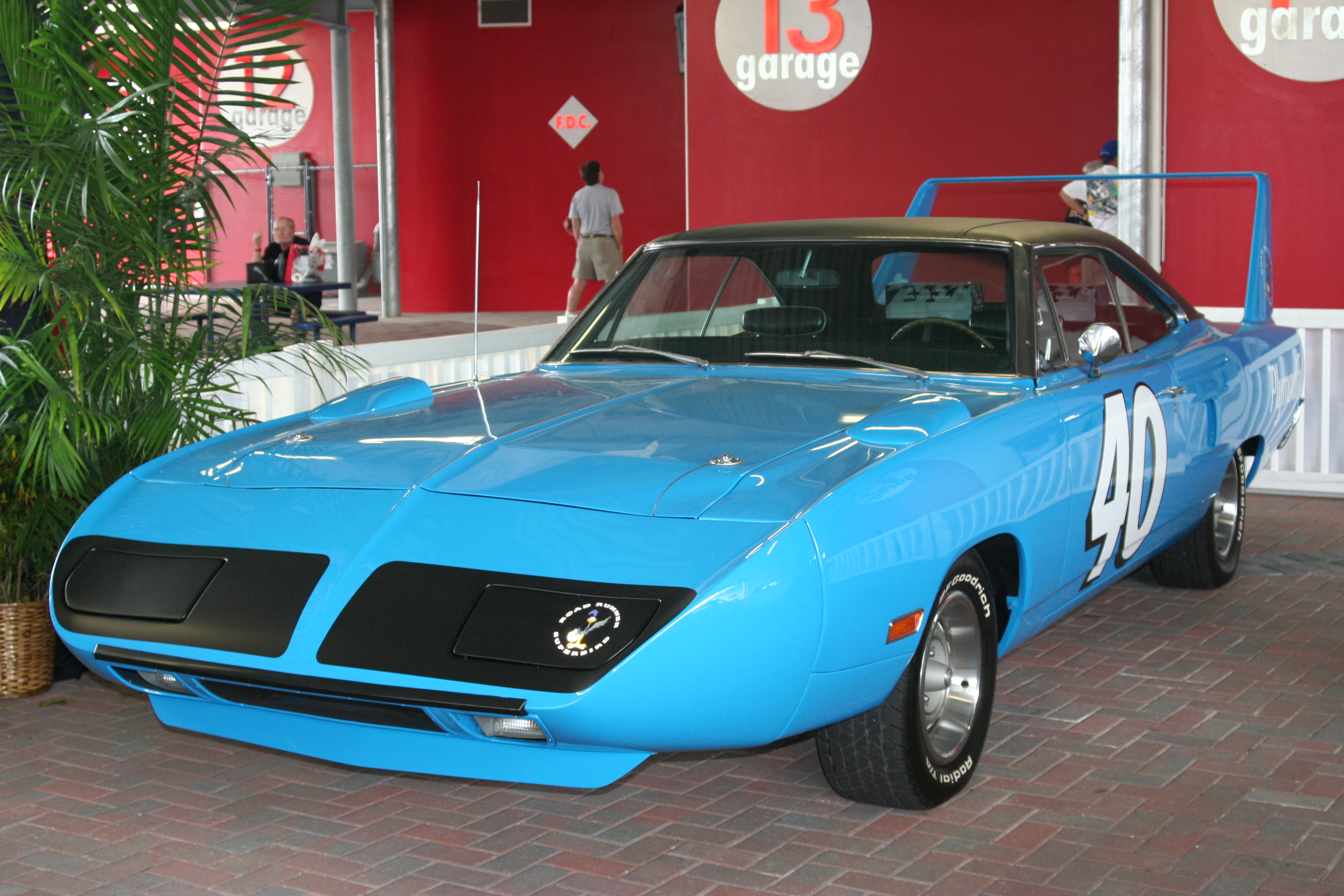
Réplique « de ville » de la Plymouth Superbird de Pete Hamilton, avec laquelle il gagna la course des 500 Miles de Daytona en 1970.

## Référence
1. ↑  (en) Bob Pockrass, « Pete Hamilton, who won four NASCAR Cup races, dies at 74 », ESPN.com, 22 mars 2017 (consulté le 22 mars 2017)
2. ↑  (en) NASCAR Grand National standings for 1970 (racing-reference.info)